# Letkole
Letkole is een bestuurslaag in het regentschap Kupang van de provincie Oost-Nusa Tenggara, Indonesië. Letkole telt 710 inwoners (volkstelling 2010).